# Calliopsis sonorana
Calliopsis sonorana är en biart som först beskrevs av Timberlake 1969.  Calliopsis sonorana ingår i släktet Calliopsis och familjen grävbin. Inga underarter finns listade.